# Giberto V Correggio

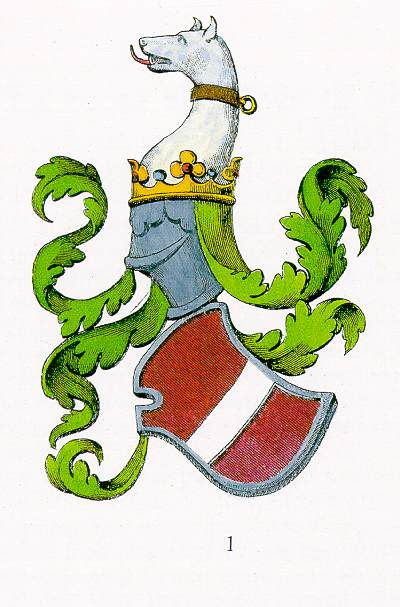
Escut d'armes dels Correggio.

Giberto V Correggio va ser senyor sobirà de la meitat de Correggio, Campagnola i Fabbrico juntament amb els seus germans Pietro Correggio, Galasso Correggio i Gherardo VI Correggio el 1389; va obtenir la totalitat de la senyoria el 1391. Va ser fill de Giberto IV Correggio i de Orsolina Pio.
Va ser patrici de Parma i Patrici de Venècia, i cavaller del dux de Venècia (1414).
Va ser podestà de Milà (maig del 1392 al novembre del 1392) i va ser elegit el 1397 pel comú de Parma com a síndic dels nobles pel jurament a Gian Galeazzo Visconti. Va ser capità de l'exèrcit dels Este el 1397, i de l'exèrcit venecià el 1414, i després de l'exèrcit del Papa.
Va morir a Correggio el desembre del 1446. Es va casar amb Tommasina Pico, fila de Francesco II Pico, Senyor de Mirandola, i no va tenir fills.